# Legión de Mérito de Chile
La Legión de Mérito de Chile fue una condecoración civil y militar de ese país, creada el 1 de junio de 1817 por el director supremo Bernardo O'Higgins y su instalación solemne se efectuó el 17 de septiembre en Concepción; fue abolida en 1823, tras la renuncia de O'Higgins. Su objetivo era premiar los servicios civiles prestado a Chile, basándose en la Legión de Honor francesa.
El 22 de marzo de 1817, O'Higgins decretó la abolición de los títulos de nobleza y la destrucción de los escudos de armas en los frontispicios de las casas e insignias similares. Como resultado de ello, surgió la Legión al Mérito para premiar los servicios prestados a la Nación y el mérito personal. Los receptores eran los integrantes del ejército o aquellos que hubieran combatido por la Independencia, aunque se abría la posibilidad de entregarse a otros. 
Se dividía en cuatro grados, en orden decreciente, con sus correspondientes pensiones anuales (moneda de la época) y honores militares:
- Gran oficial (mil pesos y honores de brigadier general)
- Oficial (500 pesos y de coronel)
- Suboficial (250 pesos y de sargento mayor)
- Legionario (150 pesos y de teniente)

El pago de las pensiones se efectuaba por la renta las haciendas confiscadas a los realistas. Además, gozaban de fuero especial y solo podían ser juzgados por sus pares.
En 1929 el Ministerio de Relaciones Exteriores creó la Orden al Mérito de Chile.

## Historia
La Legión del Mérito fue establecida por el director supremo del recién independiente Chile, general Bernardo O'Higgins, el 1 de junio de 1817, a raíz de las Batallas de Chacabuco y Maipú, para reconocer las contribuciones distinguidas a la liberación de Chile o a la nación. En ese momento, era el honor más importante de Chile. O'Higgins era el hijo ilegítimo nacido en Chile de Ambrosio O'Higgins, primer marqués de Osorno, un oficial español nacido en Irlanda, que se convirtió en gobernador de Chile y más tarde virrey del Perú. Su madre era Isabel Riquelme, hija de Simón Riquelme y Goycolea, miembro del Consejo de Chillán. A pesar de sus antecedentes aristocráticos, O'Higgins abolió el sistema de nobleza en Chile; el establecimiento de la Legión de Mérito ayudó a llenar el vacío con un sistema de reconocimiento más igualitario. Esto estaba de acuerdo con los ideales de muchos de los revolucionarios, pero enajenó la aristocracia existente. El decreto que establecía la Legión estipulaba que los nombramientos iniciales eran para los participantes en la Batalla de Chacabuco, y los nombramientos iniciales como Grandes Oficiales de la Legión comprendían: el director Supremo de Chile (Bernardo O'Higgins), el director Supremo de las Provincias Unidas de Río de la Plata (José de San Martín) y los generales mayores en la batalla de Chacabuco. Los nombramientos iniciales como Oficiales de la Legión consistirían en los comandantes de los ejércitos en la batalla y un Capitán de cada unidad elegida por los miembros de la unidad, mientras que un subalterno del Estado Mayor elegido por los oficiales en Chacabuco debía ser designado. un Suboficial de la Legión. Finalmente, con base en un voto de los oficiales de cada unidad, tres Capitanes y tres subalternos del Regimiento de Granaderos Montados, dos Capitanes y dos subalternos de cada unidad de infantería y un Capitán y un subalterno de Artillería serían nombrados Legionarios, Además, veinticinco sargentos, cabos o soldados (de todas las unidades) debían ser seleccionados por el Consejo de la Legión para su nombramiento como Legionarios en función de un desempeño distinguido durante la batalla. El decreto que establece además estipula que los nombramientos posteriores solo pueden ser realizados por el Consejo de la Legión cuando los individuos hayan demostrado 'distinguido mérito personal'; Estos nombramientos no se limitaron a los militares, sino que podrían incluir ministros de religión, jueces, administradores gubernamentales, intelectuales, artistas o cualquier otra persona que se haya distinguido adecuadamente.

### Privilegios de los miembros
Las regulaciones de la Legión otorgaron a los miembros varios privilegios. A los miembros se les otorgó una pensión anual financiada con las ganancias de las propiedades incautadas de los realistas españoles que habían huido de Chile durante la Guerra de Independencia chilena. Las pensiones anuales para los Grandes Oficiales fueron de 1000 pesos, para los Oficiales fueron de 500 pesos, para los Suboficiales de 250 pesos y para los Legionarios fueron de 150 pesos. Los miembros de la Legión acusados de delitos militares o civiles tenían derecho a reclamar juicio ante un tribunal privado de la Legión, extraído de la membresía militar de la Legión; donde esto no era posible y antes de la ejecución de cualquier sentencia, tenían derecho a que el veredicto y la sentencia del tribunal civil o militar ordinario fueran revisados por el tribunal de la Legión, que podía confirmar o revocar el veredicto y la sentencia. En una era en la que los militares chilenos a menudo tenían una mala reputación de disciplina, los miembros militares de la Legión tenían derecho a entrar y salir libremente de sus cuarteles en cualquier momento y a otros se les prohibía insultar o acosar a los miembros de la Legión. Los miembros de la Legión, cuando viajaban, tenían derecho a pasar la noche en cualquier rancho y recibir comida y alojamiento para ellos y para cualquier compañero con el que pudieran haber viajado. Se tomaron disposiciones especiales para los ciudadanos de los Estados Unidos de Río de la Plata para desconfiar de aquellos aspectos de la Legión que eran incompatibles con la ciudadanía extranjera. Estos incluyeron arreglos de pensiones modificados, un juramento modificado (que evitó jurar lealtad a Chile) y limitaciones al derecho a ser juzgado por un tribunal de la Legión (que solo fue reconocido por delitos cometidos dentro de Chile, aunque los cargos de comportamiento deshonroso aún podrían ser escuchado para determinar la aptitud del individuo para seguir siendo miembro de la Legión).

### Consejo de la Legión
El Consejo de la Legión estaba compuesto por el director supremo como presidente (de oficio), los Grandes Oficiales de la Legión (el más alto fue nombrado vicepresidente de la Legión), doce Oficiales de la Legión, seis Suboficiales de la Legión y seis Legionarios. El Consejo se encargó de reformar las leyes y reglamentos de la Legión según fuera necesario; presidiendo reuniones y asambleas de la Legión; aprobar citas para la Legión (esta tarea fue realizada por un panel de cinco personas y excluyó las citas iniciales para la Legión); considerando casos de presuntas conductas deshonrosas por parte de los nombrados ante la Legión (si se los encuentra culpables, su nombramiento podría ser revocado y luego se les prohibió volver a ser nombrados); y supervisar la administración y las finanzas de la Legión (incluida la administración de las pensiones para los nombrados).

### Abolición
El Senado chileno, bajo la presión de Ramón Freire, intentó abolir la orden a principios de 1823, citando la falta de fondos financieros para apoyar las pensiones asignadas a sus miembros. O'Higgins se negó a respaldar esta decisión y cuestionó la capacidad del Senado para hacerlo. Sin embargo, después de que O'Higgins renunció en enero de 1823, el Senado eliminó el acceso de la Legión a los ingresos de las propiedades incautadas, con la excepción de 3000 pesos anuales para establecer una escuela naval. La aristocracia existente en Santiago estaba preocupada porque la Legión se estaba convirtiendo en una nueva forma de nobleza (que había sido abolida en Chile) y lo veía como una amenaza para su estatus. Finalmente, en junio de 1825, el presidente del Consejo de Regencia, José Miguel Infante, retiró la asignación financiera restante y rescindió la ley que establece la Legión. Si bien no se hicieron más citas con la Legión, las imágenes posteriores sugieren que los miembros existentes de la Legión mantuvieron su derecho a usar la insignia previamente conferida.

## Insignias

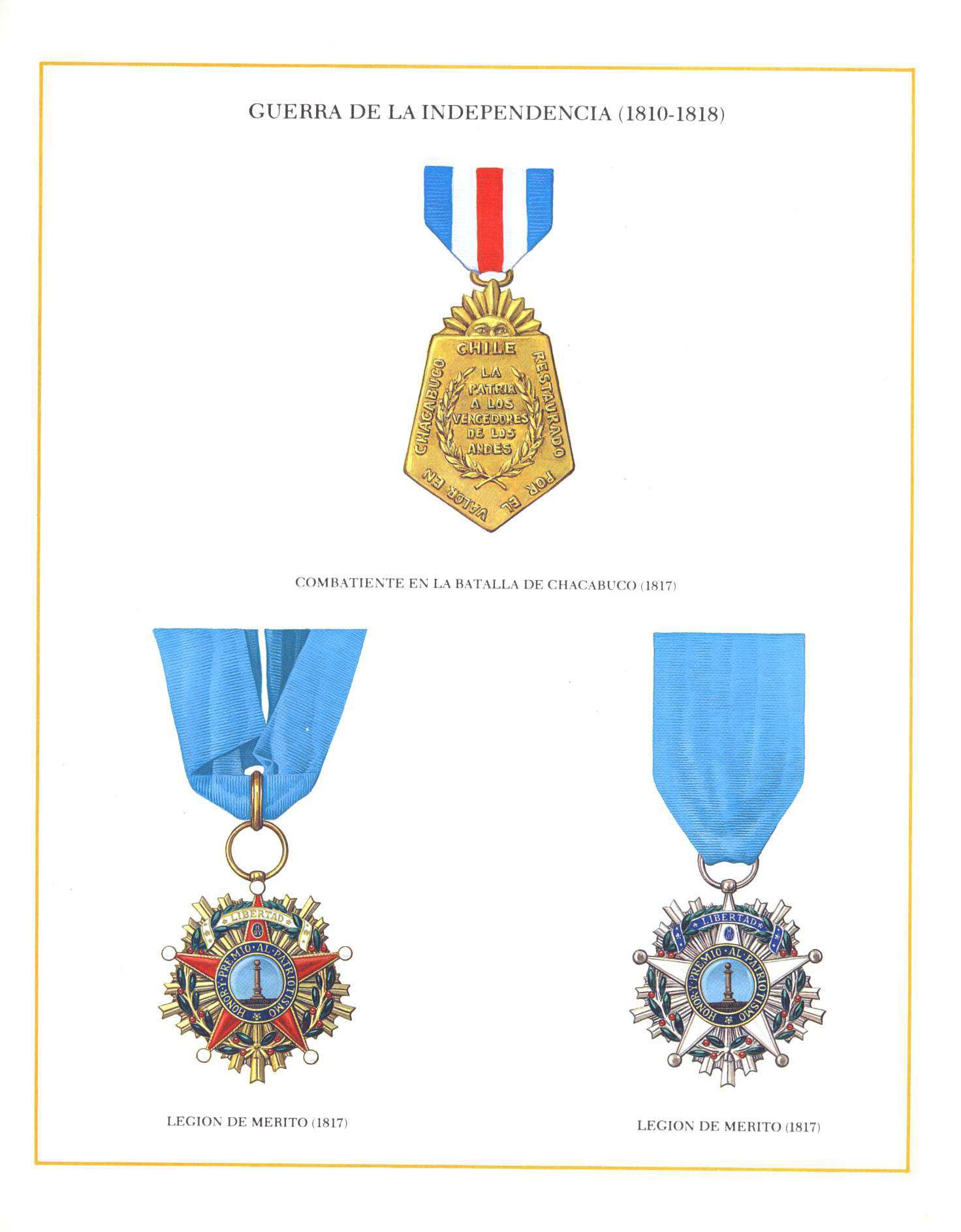
Diseño de las insignias de la Legión de Mérito (1817)

Al igual que con otras órdenes contemporáneas, la Legión del Mérito utilizó una variedad de insignias para distinguir a los designados para las diversas clases de la orden.

### Anverso
El anverso de la insignia consiste en una estrella de cinco puntos (punto hacia arriba) coronada con un pequeño anillo de bucle, para sujetar la cinta, cada punto termina en una bola final. Sobre el centro de la estrella se une un disco que comprende un círculo que rodea un disco central. El círculo está inscrito con el texto LEGION DE MERITO DE CHILE. El disco central consiste en un fondo de esmalte azul celeste sobre el cual se representa una columna coronada con un globo terráqueo, todo descansando en un compartimento en el suelo (el diseño central está tomado del entonces escudo de armas chileno). La estrella descansa sobre una corona de laurel con reflejos de esmalte, unida en la parte superior por un pequeño pergamino inscrito con el texto VENC EN CHA, es decir, Vencedor en Chacabuco para aquellos que habían luchado en la Batalla de Chacabuco o LIBERTAD para aquellos que no. Debajo de la estrella y la corona de laurel se extienden rayos fimbriados en plata (Legionarios) u oro (clases superiores)

### Reverso
El diseño del reverso de la insignia es similar al anverso con las distinciones de que el círculo está inscrito con el texto HONOR Y PREMIO AL PATRIOTISMO, el rollo está inscrito con el texto O'HIG S INST y el disco central muestra un volcán en erupción en medio de una cordillera.
La insignia Tipo I Clase III y Clase IV omite la estrella de cinco puntos. La insignia Tipo II Clase IV y las insignias de clase superior usaban una mezcla de esmalte, plata, oro y (para insignias Clase I) joyas. Algunas insignias se produjeron con el círculo y / o el texto de desplazamiento intercambiados entre el anverso y el reverso.

### Uso
Los designados para la Legión fueron alentados a usar las insignias de la Legión con todas las formas de vestimenta. Si no deseaban usar la insignia, las regulaciones estipulaban que podían usar la cinta azul cielo de la Legión que pasaba por el ojal de su abrigo a un dispositivo de fijación o un pequeño alfiler en plata (para Legionarios) u oro (para las clases restantes).

#### Gran Oficial
En uniforme de gala, los Grandes Oficiales de la Legión llevaban una estrella dorada en el lado izquierdo con una representación de los brazos de la Legión. También llevaban una faja azul celeste sobre el hombro derecho recogido en un lazo sobre la cadera izquierda del que colgaba la insignia de la Legión. Cuando no están en uniforme de gala, los Grandes Oficiales de la Legión pueden usar la insignia suspendida del ojal de su abrigo con una roseta de cinta azul cielo. 

#### Oficial
En uniforme de gala, los Oficiales de la Legión llevaban la insignia de oro de la Legión suspendida del cuello por una ancha cinta azul cielo. Cuando no están en uniforme de gala, los Oficiales de la Legión pueden usar la insignia suspendida del ojal de su abrigo con una roseta de cinta azul cielo. 

#### Suboficial
Los suboficiales de la Legión llevaban la insignia de oro de la Legión suspendida del ojal de su abrigo con una cinta azul cielo. 

#### Legionario
Los legionarios llevaban la insignia plateada de la Legión suspendida del ojal del abrigo con una cinta azul cielo.

## Galardonados notables

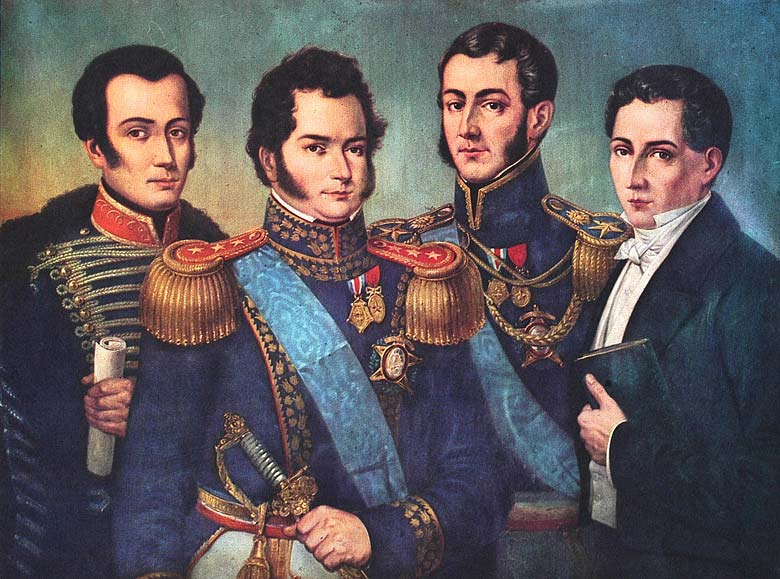
Bernardo O'Higgins (centro izquierda) y José de San Martín (centro derecha) vistiendo la insignia de los Grandes Oficiales de la Legión de Mérito de Chile.

### Gran Oficial
- Bernardo O'Higgins, nombrado Gran Oficial de la Legión en 1817.
- José de San Martín, nombrado Gran Oficial de la Legión en 1817.
- Ramón Freire, originalmente nombrado Oficial de la Legión y luego avanzó a Gran Oficial.
- Juan Martín de Pueyrredón, nombrado Gran Oficial de la Legión en1817.
- Miguel Estanislao Soler, nombrado Gran Oficial de la Legión en 1817.

### Oficiales
- Rudecindo Alvarado.
- Antonio Beruti.
- Tomás Guido, nombrado Suboficial de la Legión en 1820 y avanzó en 1822 a Oficial.
- Juan Gregorio de las Heras.
- Mariano Necochea.
- José Gregorio Argomedo.
- José Matías Zapiola.
- José Ignacio Zenteno.

### Suboficiales
- William Miller.
- Manuel Blanco Encalada

### Legionarios
- José Antonio Rodríguez Aldea, nombrado Legionario en 1821.
- Giuseppe Rondizzoni.